# Lovro Mazalin
Lovro Mazalin (nacido el 28 de junio de 1997 en Sisak, Croacia) es un jugador de baloncesto croata que juega en la Cibona Zagreb de la A1 Liga. Con 2,04 M de estatura, su puesto natural en la cancha es el de alero.

## Trayectoria
Mazalin se formó en el Cibona Zagreb y en 2013, abandonó su club de formación para reforzar al KK Cedevita, donde jugaría durante dos temporadas.
El alero fue elegido MVP de la liga croata en el All Star de 2015 en Rijeka, anotando 25 puntos en dicho encuentro. En marzo de 2015, renovaría por KK Cedevita por 4 años.
El 19 de agosto de 2016, Mazalin es cedido al KK Zadar.
El 23 de junio de 2017 el Tecnyconta Zaragoza hace oficial la contratación de Mazalin por dos temporadas.
Tras su salida de Zaragoza donde jugaría solo durante una temporada, firma por el OKK Spars Sarajevo en el que juega la temporada 2018-2019.
Desde 2019 a 2021, formaría parte del KK Gorica. 
En la temporada 2021-22, se compromete con el Poitiers Basket 86 de la LNB Pro B francesa.
En la temporada 2022-23, firma por la Cibona Zagreb de la A1 Liga.